# Pothlađenje
Pothlađenje ili pothlađivanje (eng. Supercooling ili Undercooling),  u fizici, predstavlja proces snižavanja temperature  tekućine ili plina ispod točke smrzavanja, a da ne postane krut. Pothlađivanje je snižavanje temperature tvari ispod temperature faznoga prijelaza bez promjene agregatnoga stanja ili kristalne strukture. Pothlađena se tvar tada nalazi u nestabilnom stanju u području druge faze. Taj učinak ili efekt najviše je vidljiv kod mnogih tekućina ili metalnih taljevina, ako su u vrlo čistom stanju. Kod kristala, također visoke čistoće i s malim brojem defekata, pothlađivanje se očituje izostankom prelaska u drugu kristalnu strukturu (fazni prijelazi druge vrste). Također je često kod keramika, stakala i drugih krutih amorfnih materijala. Pothlađivanju je suprotna pojava pregrijavanje. Po nekim fizikalnim svojstvima pothlađivanju je srodno kaljenje.

## Pothlađena voda
Pothlađena voda je voda u tekućem agregatnom stanju s temperaturom nižom od 0 °C (metastabilno stanje). U laboratoriju se uspjelo ohladiti vodu i do –30 °C a da se ne smrzne. Padne li u takvu vodu kristalić leda ili kakvo drugo sitno tijelo, ili se takva voda protrese, ona naglo prelazi u led. U atmosferi ima vodenih kapljica s temperaturom i od –40 °C. Neki se oblaci (altokumulusi) sastoje samo od vodenih kapljica, iako im je temperatura niža od 0 °C. Oblaci koji se sastoje od pothlađenih kapljica vrlo su opasni za zrakoplove, jer se pothlađene kapljice oblaka pri sudaru pretvaraju u led pa na zrakoplovu stvaraju debelu ledenu koru. Kada pothlađene kapi kiše udare u tlo, smrzavaju se i stvaraju poledicu.